# Ириэ, Нанами
Нанами Ириэ (яп. 入江 ななみ Ириэ Нанами, род. 8 января 1995 года) — японская спортсменка, борец вольного стиля, призёр чемпионата мира 2019 года и чемпионата Азии 2015 года.

## Биография
Родилась в 1995 году. Борьбой начала заниматься с 2001 года. С 2010 года выступает на различных международных соревнованиях по борьбе.
В 2015 году стала бронзовым призёром чемпионата Азии, который состоялся в Катаре.
На предолимпийском чемпионате планеты в Казахстане в 2019 году в весовой категории до 55 кг, Ириэ завоевала серебряную медаль чемпионата, уступив в финальном поединке спортсменке из США Джакарре Винчестер.